# Distribución F
En teoría de probabilidad y estadística, la distribución F, también conocida como distribución de Fisher-Snedecor (nombrada por Ronald Fisher y George Snedecor), es una distribución de probabilidad continua, aparece frecuentemente como la distribución nula de una prueba estadística, especialmente en el análisis de varianza.

## Definición
Sea {\displaystyle X} una variable aleatoria continua y sean {\displaystyle m,n\in \mathbb {Z} }. Se dice que la variable aleatoria {\displaystyle X} tiene una distribución {\displaystyle F} con {\displaystyle m} y {\displaystyle n} grados de libertad y escribimos {\displaystyle X\sim F_{m,n}} si su función de densidad está dada por
{\displaystyle f(x)={\frac {\Gamma \left({\frac {m+n}{2}}\right)}{\Gamma \left({\frac {m}{2}}\right)\Gamma \left({\frac {n}{2}}\right)}}\left({\frac {m}{n}}\right)^{\frac {m}{2}}{\frac {x^{\frac {m-2}{2}}}{\left(1+{\frac {mx}{n}}\right)^{\frac {m+n}{2}}}}}
para {\displaystyle x>0}.
La expresión anterior también suele escribirse como
{\displaystyle f(x)={\frac {1}{x\operatorname {B} \left({\frac {m}{2}},{\frac {n}{2}}\right)}}{\sqrt {\frac {(mx)^{m}n^{n}}{(mx+n)^{m+n}}}}}
donde {\displaystyle \operatorname {B} } es la función beta.

## Propiedades
Si {\displaystyle X\sim F_{m,n}} entonces la variable aleatoria {\displaystyle X} satisface algunas propiedades:

### Media
La media de {\displaystyle X} es
{\displaystyle \operatorname {E} [X]={\frac {n}{n-2}}}
para {\displaystyle n>2}.

### Varianza
La varianza de {\displaystyle X} está dada por
{\displaystyle \operatorname {Var} (X)={\frac {2n^{2}(m+n-2)}{m(n-2)^{2}(n-4)}}}
para {\displaystyle n>4}.

## Teorema
Sean {\displaystyle U} y {\displaystyle V} variables aleatorias independientes tales que {\displaystyle U\sim \chi _{m}^{2}} y {\displaystyle V\sim \chi _{n}^{2}}, esto es {\displaystyle U} y {\displaystyle V} siguen una distribución chi-cuadrado con {\displaystyle m} y {\displaystyle n} grados de libertad respectivamente entonces la variable aleatoria  
{\displaystyle {\frac {U/m}{V/n}}\sim F_{m,n}}
donde {\displaystyle F_{m,n}} denota la distribución {\displaystyle F} con {\displaystyle m} y {\displaystyle n} grados de libertad.

### Demostración
Utilizaremos el teorema del cambio de variable, definimos
{\displaystyle X:={\frac {U/m}{V/n}}\qquad {\mbox{y}}\qquad Y:=V}
La función de densidad conjunta de {\displaystyle U} y {\displaystyle V} está dada por
{\displaystyle {\begin{aligned}f_{U,V}(u,v)&=f_{U}(u)f_{V}(v)\\&={\frac {\left({\frac {1}{2}}\right)^{m/2}}{\Gamma \left({\frac {m}{2}}\right)}}u^{{\frac {m}{2}}-1}e^{-{\frac {u}{2}}}{\frac {\left({\frac {1}{2}}\right)^{n/2}}{\Gamma \left({\frac {n}{2}}\right)}}v^{{\frac {n}{2}}-1}e^{-{\frac {v}{2}}}\\&={\frac {\left({\frac {1}{2}}\right)^{\frac {m+n}{2}}}{\Gamma \left({\frac {m}{2}}\right)\Gamma \left({\frac {n}{2}}\right)}}u^{{\frac {m}{2}}-1}v^{{\frac {n}{2}}-1}e^{-{\frac {u+v}{2}}}\end{aligned}}}
como {\textstyle U={\frac {m}{n}}XY} y {\displaystyle V=Y} entonces el Jacobiano de la transformación está dado por
{\displaystyle J=\left|{\begin{matrix}{\frac {m}{n}}y&{\frac {m}{n}}x\\0&1\end{matrix}}\right|={\frac {m}{n}}y}
La función de densidad conjunta de {\displaystyle (X,Y)} está determinada por
{\displaystyle {\begin{aligned}f_{X,Y}(x,y)&={\frac {m}{n}}y\,{\frac {\left({\frac {1}{2}}\right)^{\frac {m+n}{2}}}{\Gamma \left({\frac {m}{2}}\right)\Gamma \left({\frac {n}{2}}\right)}}\left({\frac {m}{n}}xy\right)^{{\frac {m}{2}}-1}y^{{\frac {n}{2}}-1}e^{-{\frac {1}{2}}({\frac {m}{n}}x+1)y}\\&={\frac {\left({\frac {1}{2}}\right)^{\frac {m+n}{2}}}{\Gamma \left({\frac {m}{2}}\right)\Gamma \left({\frac {n}{2}}\right)}}\left({\frac {m}{n}}\right)^{\frac {m}{2}}x^{{\frac {m}{2}}-1}y^{{\frac {m+n}{2}}-1}e^{-{\frac {1}{2}}({\frac {m}{n}}x+1)y}\end{aligned}}}
y como la densidad marginal de {\displaystyle X} está dada por
{\displaystyle f_{X}(x)=\int _{\mathbb {R} }f_{X,Y}(x,y)dy}
entonces
{\displaystyle {\begin{aligned}f_{X}(x)&={\frac {\left({\frac {1}{2}}\right)^{\frac {m+n}{2}}}{\Gamma \left({\frac {m}{2}}\right)\Gamma \left({\frac {n}{2}}\right)}}\left({\frac {m}{n}}\right)^{\frac {m}{2}}x^{{\frac {m}{2}}-1}\int _{0}^{\infty }y^{{\frac {m+n}{2}}-1}e^{-{\frac {1}{2}}({\frac {m}{n}}x+1)y}dy\\&={\frac {\left({\frac {1}{2}}\right)^{\frac {m+n}{2}}}{\Gamma \left({\frac {m}{2}}\right)\Gamma \left({\frac {n}{2}}\right)}}\left({\frac {m}{n}}\right)^{\frac {m}{2}}x^{{\frac {m}{2}}-1}{\frac {\Gamma \left({\frac {m+n}{2}}\right)}{\left[{\frac {1}{2}}({\frac {m}{n}}x+1)\right]^{\frac {m+n}{2}}}}\\&={\frac {\Gamma \left({\frac {m+n}{2}}\right)}{\Gamma \left({\frac {m}{2}}\right)\Gamma \left({\frac {n}{2}}\right)}}\left({\frac {m}{n}}\right)^{\frac {m}{2}}{\frac {x^{\frac {m-2}{2}}}{\left({\frac {m}{n}}x+1\right)^{\frac {m+n}{2}}}}\\\end{aligned}}}
que corresponde a la función de densidad de una variable aleatoria con distribución {\displaystyle F}, por lo tanto 
{\displaystyle {\frac {U/m}{V/n}}\sim F_{m,n}}

## A partir de una muestra con distribución normal
Sean {\displaystyle X_{1},X_{2},\dots ,X_{m+1}} una muestra aleatoria de la distribución {\displaystyle N(\mu _{x},\sigma _{x}^{2})} y {\displaystyle Y_{1},Y_{2},\dots ,Y_{n+1}} una muestra aleatoria de la distribución {\displaystyle N(\mu _{y},\sigma _{y}^{2})} donde ambas muestras son independientes entre sí, se tiene que 
{\displaystyle {\bar {X}}=\sum _{i=1}^{m+1}{\frac {X_{i}}{m+1}}\qquad {\mbox{y}}\qquad {\bar {Y}}=\sum _{j=1}^{n+1}{\frac {Y_{j}}{n+1}}}
{\displaystyle S_{X}^{2}=\sum _{i=1}^{m+1}{\frac {\left(X_{i}-{\bar {X}}\right)^{2}}{m}}\qquad {\mbox{y}}\qquad S_{Y}^{2}=\sum _{j=1}^{n+1}{\frac {\left(Y_{i}-{\bar {Y}}\right)^{2}}{n}}}
entonces
{\displaystyle {\frac {mS_{X}^{2}}{\sigma _{X}^{2}}}\sim \chi _{m}^{2}\qquad {\mbox{y}}\qquad {\frac {nS_{Y}^{2}}{\sigma _{Y}^{2}}}\sim \chi _{n}^{2}}
y por el teorema anterior 
{\displaystyle {\frac {S_{X}^{2}/\sigma _{X}^{2}}{S_{Y}^{2}/\sigma _{Y}^{2}}}\sim F_{m,n}}

## Distribuciones Relacionadas
- Si {\displaystyle X\sim F_{m,n}} entonces {\displaystyle Y=\lim _{n\to \infty }mX} tiene una distribución chi cuadrada {\displaystyle \chi _{m}^{2}}.
- Si {\displaystyle X\sim \chi _{m}^{2}} y {\displaystyle Y\sim \chi _{n}^{2}} son independientes entonces {\displaystyle {\frac {X/m}{Y/n}}\sim F_{m,n}}.
- Si {\displaystyle X\sim \operatorname {Beta} \left({\frac {\alpha }{2}},{\frac {\beta }{2}}\right)} entonces {\displaystyle {\frac {\beta X}{\alpha (1-X)}}\sim F_{\alpha ,\beta }}.
- Si {\displaystyle X\sim F_{m,n}} entonces {\displaystyle X^{-1}\sim F_{n,m}}.
- Si {\displaystyle X\sim t_{(n)}} — Distribución t de Student — entonces : {\displaystyle X^{2}\sim F_{1,n}}
- Si {\displaystyle X\sim \Gamma (\alpha _{1},\beta _{1})} y {\displaystyle Y\sim \Gamma (\alpha _{2},\beta _{2})} son independientes entonces {\displaystyle {\frac {\alpha _{2}\beta _{1}X}{\alpha _{1}\beta _{2}Y}}\sim F_{2\alpha _{1},2\alpha _{2}}}.